# Hondenlintworm

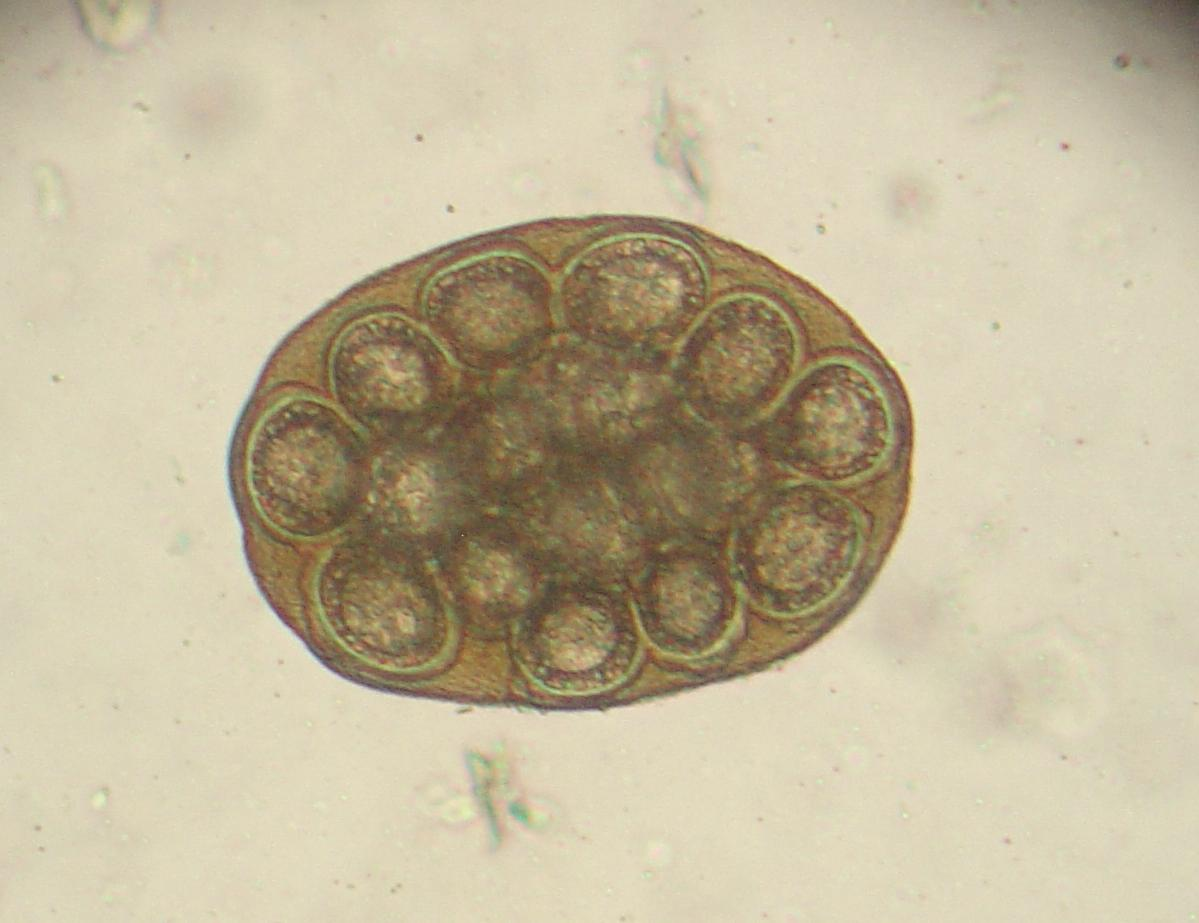
Het eipakket van de hondenlintworm.

De hondenlintworm (Dipylidium caninum) is zowel bij katten als bij honden de meest voorkomende lintworm van deze huisdieren over de gehele wereld. Hij komt ook in Nederland veel voor.

## Levenscyclus
Zoals bij alle lintwormen zijn er verschillende vormen die in verschillende gastheren leven. Een hond of kat raakt besmet door het inslikken van een vlo die besmet is met lintwormlarven. Uit de larve ontwikkelt zich in de darm van het huisdier een worm, die geledingen produceert die vol met eieren met de ontlasting het lichaam verlaten, maar ook weleens zelf actief bewegend uit de anus kruipen. Ze zijn dan 0,5-1 cm lang en wittig en kruipen rond; ingedroogd zien ze eruit als een droge rijstkorrel. Vlooienlarven eten de eieren en raken zo besmet.

## Uiterlijk
De worm kan ongeveer 20 cm lang worden en bestaat uit een kop of scolex die in de darmwand is verankerd en die geledingen of proglottiden produceert, die voornamelijk uit eierstokken bestaan, van de kop af naar achteren in grootte toenemen en uiteindelijk aan het eind van de worm afbreken en via de anus het lichaam verlaten.

## Symptomen
Vaak geen. Meestal door het waarnemen van levende bewegende proglottiden in de mond of bij de anus van het huisdier. Bij zware infecties (veel wormen) kan weleens vermagering optreden.

## Hondenlintworm bij mensen
Een mens die een besmette vlo inslikt kan inderdaad een hondenlintworm krijgen. Dit komt uiteraard maar zelden voor en dan vooral bij kleine kinderen. Behandeling zowel bij mens als dier is eenvoudig en effectief met een korte kuur van een wormdodend middel, b.v. praziquantel.

## Preventie
Door vlooienbestrijding.